# 金宗台
金 宗台（キム・ジョンテ、朝鮮語: 김종태、1948年6月3日 -  ）は、朝鮮民主主義人民共和国の政治家。平安南道人民委員会委員長、平安南道党委員会書記などを歴任した。

## 経歴
1948年生まれ。出生地は不明。1999年に平安南道党委員長書記に任命され、2003年には党親善参観団を率いて中国を訪問した。2005年2月に平安南道人民委員会委員長に任命され、同年5月に平安南道親善代表団を率いて訪中した。同年10月29日に訪朝した胡錦濤国家主席と金正日総書記が大安親善ガラス工場を参観した際には、現地で出迎えた。
2008年2月に平安南道人民委員長を解任された。以降の動静は不明である。